# 伍正己
伍正己，初名愿，字公谨。福建宁化人。
唐大中十年(856年)，中进士，为汀州进士第一人，與崔鉶同科。伍正己官至御史中丞。因不满时政辞官，卒年84岁。